# Oissel
Oissel és un municipi francès situat al departament del Sena Marítim i a la regió de Normandia. L'any 2007 tenia 11.574 habitants.

## Demografia

### Població
El 2007 la població de fet d'Oissel era d'11.574 persones. Hi havia 4.318 famílies de les quals 1.261 eren unipersonals (442 homes vivint sols i 819 dones vivint soles), 1.193 parelles sense fills, 1.371 parelles amb fills i 493 famílies monoparentals amb fills.
La població ha evolucionat segons el següent gràfic:
Habitants censats

### Habitatges
El 2007 hi havia 4.625 habitatges, 4.372 eren l'habitatge principal de la família, 9 eren segones residències i 243 estaven desocupats. 3.003 eren cases i 1.604 eren apartaments. Dels 4.372 habitatges principals, 2.134 estaven ocupats pels seus propietaris, 2.188 estaven llogats i ocupats pels llogaters i 50 estaven cedits a títol gratuït; 50 tenien una cambra, 362 en tenien dues, 1.375 en tenien tres, 1.433 en tenien quatre i 1.153 en tenien cinc o més. 2.555 habitatges disposaven pel capbaix d'una plaça de pàrquing. A 2.234 habitatges hi havia un automòbil i a 1.271 n'hi havia dos o més.

### Piràmide de població
La piràmide de població per edats i sexe el 2009 era:
| Homes | Edats   | Dones |
| ----- | ------- | ----- |
| 0     | 95 o +  | 27    |
| 18    | 90 a 94 | 40    |
| 55    | 85 a 89 | 108   |
| 64    | 80 a 84 | 148   |
| 136   | 75 a 79 | 235   |
| 194   | 70 a 74 | 248   |
| 227   | 65 a 69 | 289   |
| 205   | 60 a 64 | 233   |
| 192   | 55 a 59 | 241   |
| 350   | 50 a 54 | 325   |
| 401   | 45 a 49 | 380   |
| 415   | 40 a 44 | 413   |
| 427   | 35 a 39 | 434   |
| 433   | 30 a 34 | 423   |
| 276   | 25 a 29 | 375   |
| 325   | 20 a 24 | 292   |
| 388   | 15 a 19 | 376   |
| 450   | 10 a 14 | 369   |
| 376   | 5 a 9   | 363   |
| 306   | 0 a 4   | 295   |

## Economia
El 2007 la població en edat de treballar era de 7.536 persones, 5.277 eren actives i 2.259 eren inactives. De les 5.277 persones actives 4.535 estaven ocupades (2.460 homes i 2.075 dones) i 743 estaven aturades (342 homes i 401 dones). De les 2.259 persones inactives 706 estaven jubilades, 693 estaven estudiant i 860 estaven classificades com a «altres inactius».

### Ingressos
El 2009 a Oissel hi havia 4.371 unitats fiscals que integraven 10.619 persones, la mediana anual d'ingressos fiscals per persona era de 16.533 €.

### Activitats econòmiques
Dels 291 establiments que hi havia el 2007, 4 eren d'empreses extractives, 5 d'empreses alimentàries, 21 d'empreses de fabricació d'altres productes industrials, 49 d'empreses de construcció, 68 d'empreses de comerç i reparació d'automòbils, 25 d'empreses de transport, 20 d'empreses d'hostatgeria i restauració, 4 d'empreses d'informació i comunicació, 11 d'empreses financeres, 9 d'empreses immobiliàries, 22 d'empreses de serveis, 34 d'entitats de l'administració pública i 19 d'empreses classificades com a «altres activitats de serveis».
Dels 80 establiments de servei als particulars que hi havia el 2009, 1 era una comissaria de policia, 1 oficina de correu, 5 oficines bancàries, 4 tallers de reparació d'automòbils i de material agrícola, 1 taller d'inspecció tècnica de vehicles, 2 autoescoles, 5 paletes, 6 guixaires pintors, 11 fusteries, 13 lampisteries, 3 electricistes, 2 empreses de construcció, 10 perruqueries, 9 restaurants, 3 agències immobiliàries, 3 tintoreries i 1 saló de bellesa.
Dels 25 establiments comercials que hi havia el 2009, 2 eren supermercats, 1 una gran superfície de material de bricolatge, 2 botiges de menys de 120 m², 6 fleques, 7 carnisseries, 1 una peixateria, 1 una llibreria, 1 una sabateria, 1 una botiga de material de revestiment de parets i terra, 1 una perfumeria i 2 floristeries.
L'any 2000 a Oissel hi havia 9 explotacions agrícoles que ocupaven un total de 129 hectàrees.

## Equipaments sanitaris i escolars
El 2009 hi havia 1 hospital de tractaments de mitja durada (seguiment i rehabilitació), 1 un hospital de tractaments de llarga durada, 1 psiquiàtric, 1 centre de salut, 5 farmàcies i 1 ambulància.
El 2009 hi havia 4 escoles maternals i 4 escoles elementals. Oissel disposava d'un col·legi d'educació secundària amb 401 alumnes.

## Poblacions més properes
El següent diagrama mostra les poblacions més properes.